# BIWAKOビエンナーレ
BIWAKOビエンナーレ（琵琶湖ビエンナーレ・びわこビエンナーレ、BIWAKO Biennnale）は、滋賀県近江八幡市において2年おきに開催されている現代美術の国際芸術祭。2001年から2010年まではトリエンナーレであったが、2012年以降はビエンナーレとなっている。
他の国際芸術祭と一線を画す点として、行政や民間企業主導によるイベントではないこと、ビエンナーレの総合ディレクターである中田洋子の熱意から発したものであることなどが挙げられる。

## 開催概要

### BIWAKOビエンナーレ2001
- 会期:2001年9月29日～10月14日
- 場所:びわ湖ホール・なぎさ公園（大津市）
- テーマ:Zep Tepi（最初のとき）
- 主催:エナジーフィールド
- 総合ディレクター:中田洋子

### BIWAKOビエンナーレ2004
- 会期:2004年8月1日～8月30日
- 場所:近江八幡市各所
- テーマ:QUANTUM LEAP～大いなる飛躍
- 主催:エナジーフィールド
- 総合ディレクター:中田洋子

### BIWAKOビエンナーレ2007
- 会期:2007年9月28日～11月18日
- 場所:近江八幡市各所
- テーマ:風土 - GENIUS LOCI（ゲニウス ロキ：八百万の神）
- 主催:NPO法人エナジーフィールド
- 総合ディレクター:中田洋子

### BIWAKOビエンナーレ2010
- 会期:2010年9月18日～11月7日
- 場所:近江八幡市各所
- テーマ:玉手箱 - Magical World
- 主催:NPO法人エナジーフィールド
- 総合ディレクター:中田洋子

### BIWAKOビエンナーレ2012
- 会期:2012年9月15日～11月4日
- 場所:近江八幡市各所・東近江市五個荘地区
- テーマ:御伽草子（おとぎぞうし） - Fairy Tale
- 主催:NPO法人エナジーフィールド
- 総合ディレクター:中田洋子

### BIWAKOビエンナーレ2014
- 会期:2014年9月13日～11月9日
- 場所:近江八幡市各所
- テーマ:泡沫 - UTAKATA
- 主催:NPO法人エナジーフィールド
- 総合ディレクター:中田洋子

## 展示作品継続公開
2011年1月、BIWAKOビエンナーレ2010展示作品1点の継続公開を発表した。
2011年3月までは鑑賞予約制、2011年4月以降は土日祝日は予約不要、他曜日時間帯は予約制での公開となる。